# ルイス・ハサ
ルイス・ハサ（Luis Hasa、2004年1月6日 - ）は、イタリア・ラツィオ州ソーラ出身のサッカー選手。SSCナポリ所属。ポジションはMF。

## クラブ経歴
アルバニア人の両親の下、ラツィオ州のソーラに生まれた。2012年に地元のアマチュアクラブからユヴェントスFCの下部組織へ移籍し、2022年12月からリザーブチームにあたるユヴェントス Next Genへプレーするようになった。2023-24シーズン開幕前にはマッシミリアーノ・アッレグリによってトップチームのトレーニングへ招集された。2023年9月2日、セリエCのデルフィーノ・ペスカーラ1936戦にてプロデビューを果たした。
2024年8月30日、USレッチェに移籍した。コッパ・イタリアで1試合に出場したがリーグ戦での出場はなかった。
2025年1月8日、SSCナポリに移籍した。

## 代表経歴
2021年からイタリアの世代別代表でプレーしており、U-19イタリア代表の一員として出場したUEFA U-19欧州選手権2023では、レギュラーとして大会制覇に貢献するとともに大会最優秀選手賞を受賞した。

## タイトル

### 個人
- UEFA U-19欧州選手権大会MVP : 1回 (2023)